# Synagoge (Diemeringen)

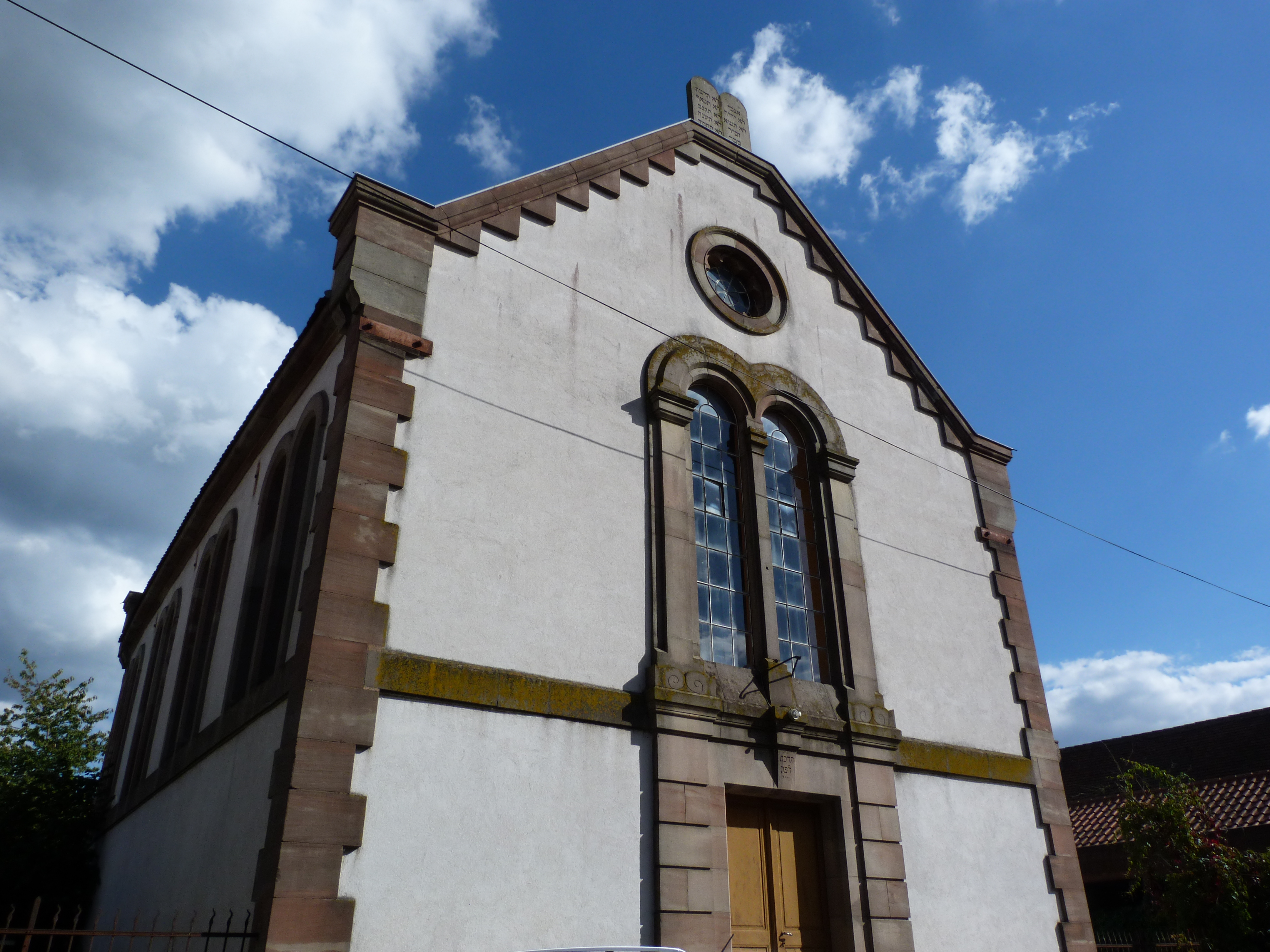
Synagoge von Diemeringen (2012)

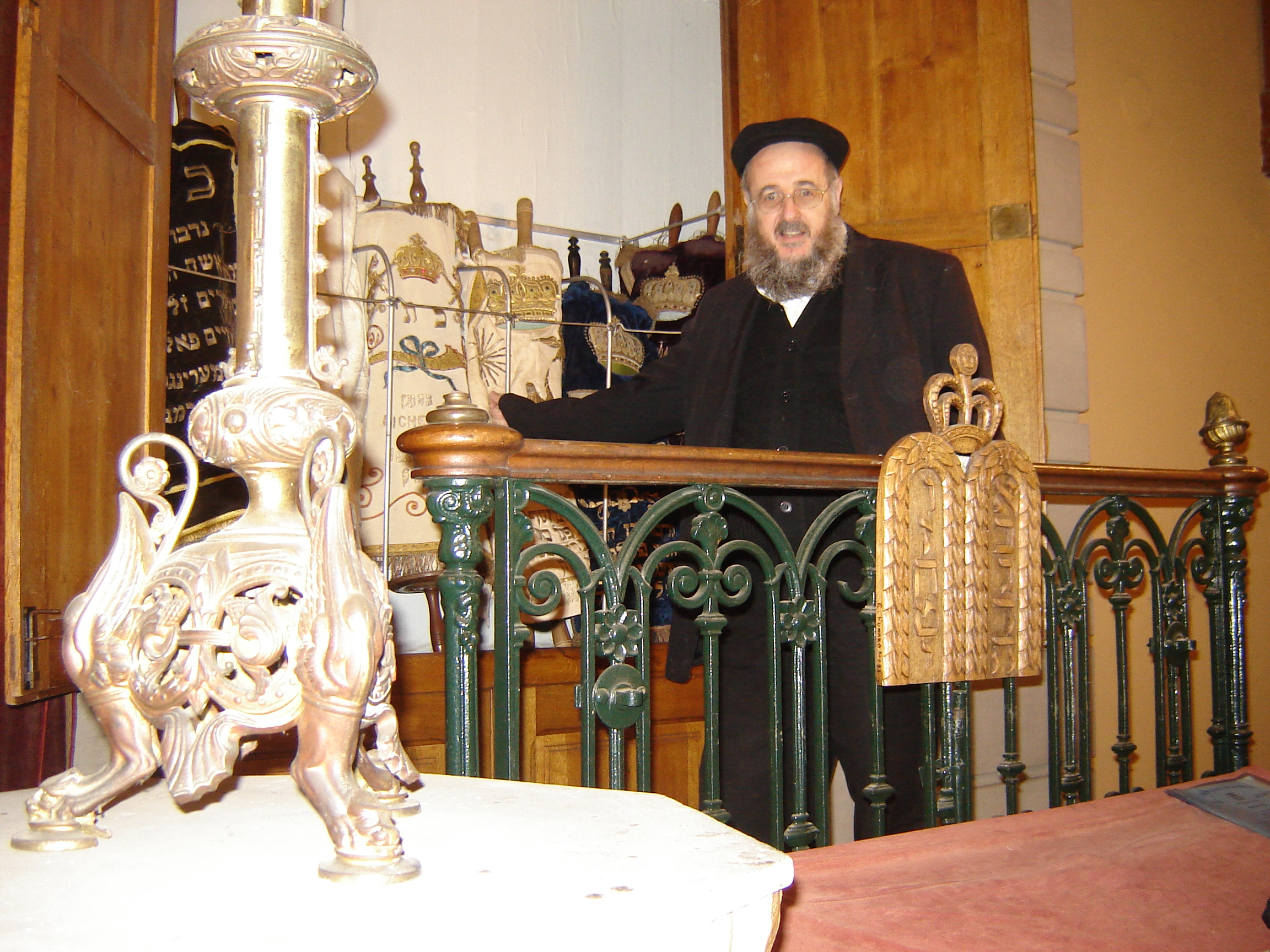
Toraschrein mit Torarollen (2005)

Die Synagoge von Diemeringen, einer französischen Gemeinde im Département Bas-Rhin in der historischen Region Elsass, ist ein Sakralbau, der 1867/68 erbaut wurde. Die Synagoge befindet sich an der Rue du Vin Nr. 5. Sie ist seit 1999 als Monument historique geschützt.

## Geschichte
Ein Betsaal in einem jüdischen Privathaus wurde zunächst für den Gottesdienst genutzt. Nachdem 1862 ein jüdisches Schulhaus erbaut worden war, wurden im Winter dort die Gottesdienste abgehalten. Die heute noch vorhandene Synagoge wurde 1867/68 nach Plänen des Architekten Louis Furst aus Saverne errichtet. Sie erhielt eine kleine Orgel (Harmonium), die jedoch vor 1890 wieder entfernt wurde. 1906 wurde die Synagoge nach einem Brand umfassend restauriert.
In der Zeit des Nationalsozialismus, während der deutschen Besetzung Frankreichs im Zweiten Weltkrieg, wurde die Synagoge geschändet und geplündert. 1947 konnte sie wieder als Gotteshaus eingeweiht werden.